# Нефтеабад
Нефтеаба́д (тадж. Нефтобод) — посёлок городского типа в Исфаринском районе Согдийской области Таджикистана.

## География
Расположен в Ферганской долине, предгорьях Туркестанского хребта. Климат тёплый субтропический, резко континентальный.
Также посёлок расположен близко к железнодорожной станции на ветке Канибадам — Шураб (линии Коканд — Хаваст). С районным центром его связывает дорога Исфара — Канибадам.

## История
Посёлок был образован в советское время как посёлок нефтяников и их семей. Основной деятельностью населения была добыча нефти и газа.

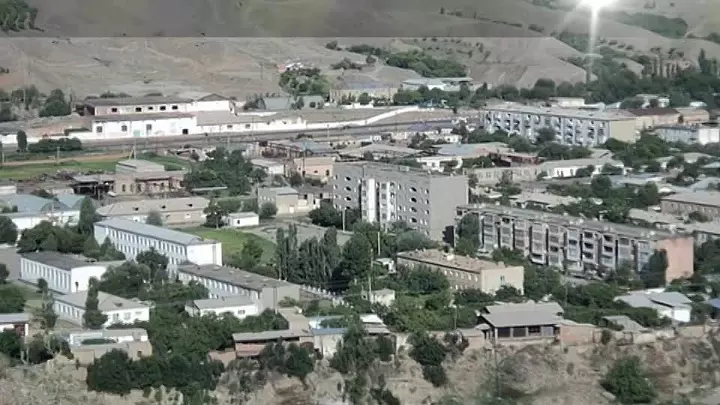

Нефтеабад расположен на берегу речки, в посёлке много красивых мест. В центре города расположен памятник воинам, павшим во время Великой Отечественной войны.
В годы ВОВ в Нефтеабаде располагался госпиталь № 4029.

## Население
| 1939 | 2022 |
| ---- | ---- |
| 622  | 4400 |